# INDEP LUSA Model A2
Die INDEP LUSA ist eine portugiesische Maschinenpistole.
Im Jahr 1983 begann man bei INDEP in Lissabon mit der Entwicklung einer Maschinenpistole, die als preiswerter Ersatz die HK MP5 von Heckler & Koch ablösen sollte. INDEP/FBP ist ein portugiesischer Staatsbetrieb, der mit der Herstellung von HK G3 unter Lizenz von H&K beauftragt war. Der Name Lusa wird von „Lusitania“ abgeleitet, das dem heutigen Portugal entspricht. Obwohl als militärische Waffe entwickelt, ist die MP auch für den polizeilichen Einsatz geeignet. Das Griffstück ist mit dem des H&K G3 nahezu identisch und verfügt über eine Drei-Schuss-Feuerstoß-Schaltung. Durch das geringe Außenmaß von nur 445 mm Gesamtlänge ist sie für das verdeckte Tragen im Personenschutz geeignet. Für Spezialeinsätze lässt sich ein Schalldämpfer montieren.
Veränderungen und Verbesserungen an der LUSA waren während der umfangreichen Erprobung ein fortwährender Prozess. Nach mehrmaligen Unterbrechungen und entstandenen Entwicklungskosten von 2,5 Mio. Dollar war die LUSA-A2 1994 zur Serienreife gelangt. Letztendlich wurden aber nur 390 Stück gebaut. Sie wurden alle an die GNR (Guarda National Republicana, Militärpolizei) ausgeliefert. Auch die Polizei von Zypern beabsichtigte den Kauf der Waffe, es kam aber nie dazu. Berichte über eine Verwendung der Waffe auch in anderen Teilen der portugiesischen Armee konnten nicht bestätigt werden. INDEP hat die Produktion von G 3 inzwischen komplett eingestellt, somit werden auch keine Teile mehr für die LUSA gefertigt. Die Werkzeuge wurden an die amerikanische Firma JLD verkauft, die damit eine halbautomatische Version für den US-Markt fertigen wollte. Derzeit (2009) wird die Waffe in verschiedenen Versionen von der Firma LUSA USA angeboten.
Ein Vorteil der LUSA ist, dass es sich um eine aufschießende Waffe mit Masseverschluss handelt, das heißt: die Konstruktion mit einem separaten Schlagstück für den Schlagbolzen wirkt sich sehr positiv auf die Präzision im Einzelschuss aus, da sie den Prellschlag der vorschnellenden Verschlussmasse vermeidet. Dadurch ist die MP auch mit Zielfernrohr als Präzisionswaffe im Nahbereich bis 100 m einsetzbar. Die Formgebung des Verschlussblocks unterstützt die Präzision im Feuerstoß und sorgt für ein ruhiges Schussverhalten, da sich ein großer Teil der Verschlussmasse im Augenblick des Schusses oberhalb und vor dem Patronenlager befindet und so dem Steigen der Waffe entgegenwirkt.